# Virieu
Virieu korábbi község (település) Franciaországban, Isère megyében. 2019. január 1-jén Panissage községgel egyesült és Val-de-Virieu új község része lett.
Lakosainak száma 1092 fő (2018. január 1.). Virieu Blandin, Burcin, Châbons, Chélieu, Oyeu, Panissage, Le Pin és Valencogne községekkel határos.

## Népesség
A település népessége az elmúlt években az alábbi módon változott:
| Lakosok száma | 1109 | 1110 | 1120 | 1093 | 1092 |
|               | 2013 | 2015 | 2016 | 2017 | 2018 |